# Sycambria
Sycambria est, selon la tradition médiévale française, une ancienne cité fondée en Pannonie, sur les rives du Danube, par Francion après la Guerre de Troie. La tradition de l'époque faisaient des Sycambriens les ancêtres des Francs.

## La légende
La plus ancienne version de cette légende remonte au VIIe siècle : à la suite de la destruction de Troie par les Grecs, un prince troyen du nom de Francion, cousin d'Énée selon Frédégaire, s'enfuit avec ses compagnons en direction des rives du Danube. Ils s'installèrent finalement en Pannonie, en Hongrie actuelle, et fondèrent la cité de Sycambria, dont Francion devint le premier roi. Sous le règne de l'empereur romain Valentinien Ier (IVe siècle), les descendants de ces exilés troyens ont vaincu le peuple des Alains, puis se sont installés en Gaule.